# Prionailurus bengalensis
Il gatto leopardo (Prionailurus bengalensis (Kerr, 1792)) è un felino selvatico (differente dall'ocelotto o gattopardo) originario dell'Asia meridionale e orientale. Grazie alla sua ampia distribuzione, sulla lista rossa delle specie minacciate della IUCN figura dal 2002 come «specie a rischio minimo» (Least Concern). In parte del suo areale, tuttavia, è minacciato dalla perdita dell'habitat e dalla caccia.

## Descrizione
Il gatto leopardo ha all'incirca le stesse dimensioni di un gatto domestico, ma ha una struttura più snella e le zampe più lunghe. La testa è contrassegnata da due distintive strisce longitudinali scure relativamente sottili, muso chiaro, corto e stretto e orecchie rotonde di colore nero sulla superficie esterna con una piccola macchia chiara al centro. Sul corpo e sugli arti presenta macchie nere di varie forme e dimensioni e da due a quattro file di macchie allungate lungo il dorso. La coda è macchiata e presenta alcuni anelli all'estremità. Il colore di fondo del mantello va dal fulvo al grigio argentato; il ventre è bianco. Tuttavia, i gatti leopardo presentano notevoli variazioni di taglia e aspetto a seconda della regione e, per le popolazioni settentrionali, della stagione. Gli adulti più piccoli sono quelli che vivono ai tropici, che pesano tra 550 g e 3,8 kg, e presentano una lunghezza testa-corpo di 38,8-66 cm e una lunghezza della coda di 17,2-31 cm, rispetto agli individui settentrionali che possono pesare fino a 7,1 kg e raggiungere i 75 cm di lunghezza testa-corpo: in Russia vi sono esemplari che hanno raggiunto 8,2-9,9 kg tra tarda estate e autunno, quando diventano iperfagici prima del rigido inverno.
Anche la colorazione è estremamente variabile. Gli individui dell'Asia tropicale tendono a colori intensi, dal giallo al fulvo o bruno-rossiccio, e con segni marcati che vanno da grandi macchie piene a rosette e chiazze con bordo o centro fulvo scuro. I gatti di Iriomote sono molto scuri: alcuni individui sono grigio-nerastri con macchie indistinte, tranne che su faccia e parti inferiori. All'altro estremo, i gatti leopardo dell'Amur, presenti in Russia temperata, Corea e Cina, vanno dal grigio-rossiccio chiarissimo al grigio-argento in inverno (con pelliccia lunga e folta), mentre il manto estivo è più scuro, da ruggine a bruno-grigiastro. Non sono registrati casi di melanismo completo, ma sono occasionalmente segnalati individui pseudo-melanici con macchie molto ingrandite e fuse tra loro.

## Distribuzione e habitat
Il gatto leopardo è il più diffuso tra tutti i piccoli felidi asiatici. Si trova nell'Asia tropicale, subtropicale e temperata da Estremo Oriente russo, Cina nord-orientale e penisola coreana, passando per la Cina orientale, fino all'altopiano del Tibet e alle colline pedemontane dell'Himalaya e all'Afghanistan centrale a ovest; da Pakistan settentrionale, Nepal e Bhutan al sud dell'India; e in tutta la parte continentale del Sud-est asiatico. È presente inoltre ad Hainan, a Taiwan e nelle isole giapponesi di Iriomote e Tsushima.
Il gatto leopardo compare in una grande varietà di habitat ricchi di ripari, compresi tutti i tipi di foreste, dalla foresta pluviale tropicale a foreste aride di latifoglie e foreste di conifere delle colline pedemontane dell'Himalaya fino a 3254 m. Nel 2009, infatti, un esemplare venne immortalato a questa quota da una fototrappola nel parco nazionale del Makalu-Barun, nel Nepal orientale, in un'area dove predomina una vegetazione di rododendri, querce e aceri in cui vivono almeno sei individui. Nella fascia settentrionale occupa anche vallate vegetate di foreste fredde e temperate innevate in inverno, ma limitandosi alle zone con neve bassa. Si trova in tutti gli habitat con alberi e arbusti, mentre evita in genere praterie aperte, steppe e aree rocciose prive di vegetazione. Il gatto leopardo tollera habitat modificati dall'uomo con presenza di ripari, come foreste da legname, terreni agricoli come campi di canna da zucchero e piantagioni di palma da olio, caffè, alberi della gomma e tè. Può raggiungere densità elevate in alcuni habitat aperti modificati che favoriscono alti numeri di roditori, e può giungere molto vicino alle abitazioni umane, occupando perfino tratti di habitat adatti all'interno di grandi metropoli, come nella riserva di Miyun e nella riserva naturale di Yeyahu, a Pechino. La specie è piuttosto rara nelle zone aride e prive di alberi del Pakistan.

## Biologia

### Alimentazione
Il gatto leopardo si nutre prevalentemente di roditori, come ratti e topi, ma la sua dieta comprende anche giovani ungulati, lepri, uccelli, rettili, anfibi, insetti, anguille e pesci, ma l'importanza relativa di ciascun tipo di preda varia a seconda dell'areale. Occasionalmente il gatto leopardo si nutre di carogne e attacca il pollame.
Nella dieta delle popolazioni studiate in Thailandia prevalevano i muridi – in particolare il ratto spinoso rosso (Maxomys surifer) –, ma i gatti leopardo predavano anche lucertole, anfibi, uccelli e insetti. Anche sull'isola di Tsushima, in Giappone, così come a Pulau Tekong, a Singapore, i ratti sono risultati essere la preda dominante, ma venivano consumati anche altri mammiferi, uccelli, anfibi, rettili e insetti. Allo stesso modo, nel Territorio del Litorale, nell'Estremo Oriente russo, i piccoli roditori costituivano la parte predominante della dieta, specialmente quando la regione è libera dalla neve, mentre durante la stagione invernale la presenza di ungulati nella dieta aumentava in modo significativo. Anche nel parco nazionale di Khangchendzonga, nel Sikkim, i muridi dominavano la dieta, seguiti dai pika. Invece, nella riserva naturale di Laohegou, nel Sichuan, i pika erano la preda dominante, seguiti da ratti, topi e arvicole. Nella riserva naturale di Saihanwula, nella Mongolia Interna, il gatto leopardo predava principalmente volatili, in particolare pernici. In Pakistan, è stato riferito che i gatti leopardo predano prevalentemente piccoli uccelli e, in minor quantità, topi e scoiattoli volanti. Nell'isola di Iriomote, la dieta consisteva prevalentemente di rane e rospi, nonché di uccelli e di volpi volanti delle Ryukyu.
Nell'Estremo Oriente russo sono stati documentati due casi di cannibalismo.

### Comportamento
Il gatto leopardo è una specie solitaria, ma sono stati osservati anche esemplari in coppia o madri con i giovani al seguito. Nonostante venga descritto come di abitudini prevalentemente notturne e crepuscolari, può essere attivo anche di giorno: i maschi in particolare mostrano un maggior ammontare di attività diurna rispetto alle femmine. In Thailandia, nella riserva naturale di Phu Khieu, tra il 1999 e il 2003 vennero dotati di radiocollare 20 gatti leopardo: di questi, quattro individui erano spesso attivi durante il giorno. Gli home range di questa specie sono stati studiati solo in poche aree. Sempre in Thailandia, le dimensioni degli home range variavano tra 1,5 fino a quasi 40 km². Tuttavia, le dimensioni medie degli home range nelle diverse aree di studio variano tra circa 3 e 13 km²: in Corea del Sud, gli home range si aggirano in media sui 2,6 km², sull'isola di Iriomote (300 km²) sui 3 km² per i maschi e gli 1,75 km² per le femmine, e a Tsushima (10 km²) un maschio occupava un territorio di 0,8 km². Di solito, non sembrano esserci differenze significative tra gli home range delle femmine e quelli dei maschi, ma a Taiwan quelli di due maschi misuravano rispettivamente 6,5 e 9,5 km², mentre quelli di due femmine appena 1,8 e 2,0 km². Il gatto leopardo tende a utilizzare home range più estesi durante la stagione delle piogge rispetto alla stagione secca. Ciò potrebbe essere dovuto a cambiamenti stagionali nella disponibilità di prede: a Taiwan, per esempio, il ratto dal ventre bianco di Coxing, che è risultato essere la sua preda principale in quest'area, mostra le più alte densità proprio durante la stagione secca. Il gatto leopardo riposa e alleva i piccoli nelle foreste e nel sottobosco. È un abile arrampicatore ed è stato visto riposare sugli alberi. È anche un buon nuotatore, e ha colonizzato con successo isole al largo in ogni parte dell'areale. Caccia sia sul terreno che sugli alberi e in alcune zone veniva allevato dall'uomo per tenere sotto controllo le popolazioni dei roditori.

### Riproduzione
Per quanto riguarda la biologia riproduttiva, i dati da osservazioni in natura sono relativamente pochi, ma indicano che la specie si riproduce senza stagionalità nella maggior parte del suo areale, con maggiore stagionalità nelle zone temperate. Il gatto dell'Amur sembra invece molto stagionale, con le nascite limitate a fine febbraio-maggio. I gatti leopardo in cattività possono avere due cucciolate all'anno, anche se in natura è probabilmente tipica una sola cucciolata. La gestazione dura 60-70 giorni e produce 1-4 cuccioli, in genere due o tre. La maturità sessuale giunge a 8-12 mesi (in cattività); la riproduzione più precoce in una femmina in cattività è avvenuta a 13 mesi.

## Tassonomia

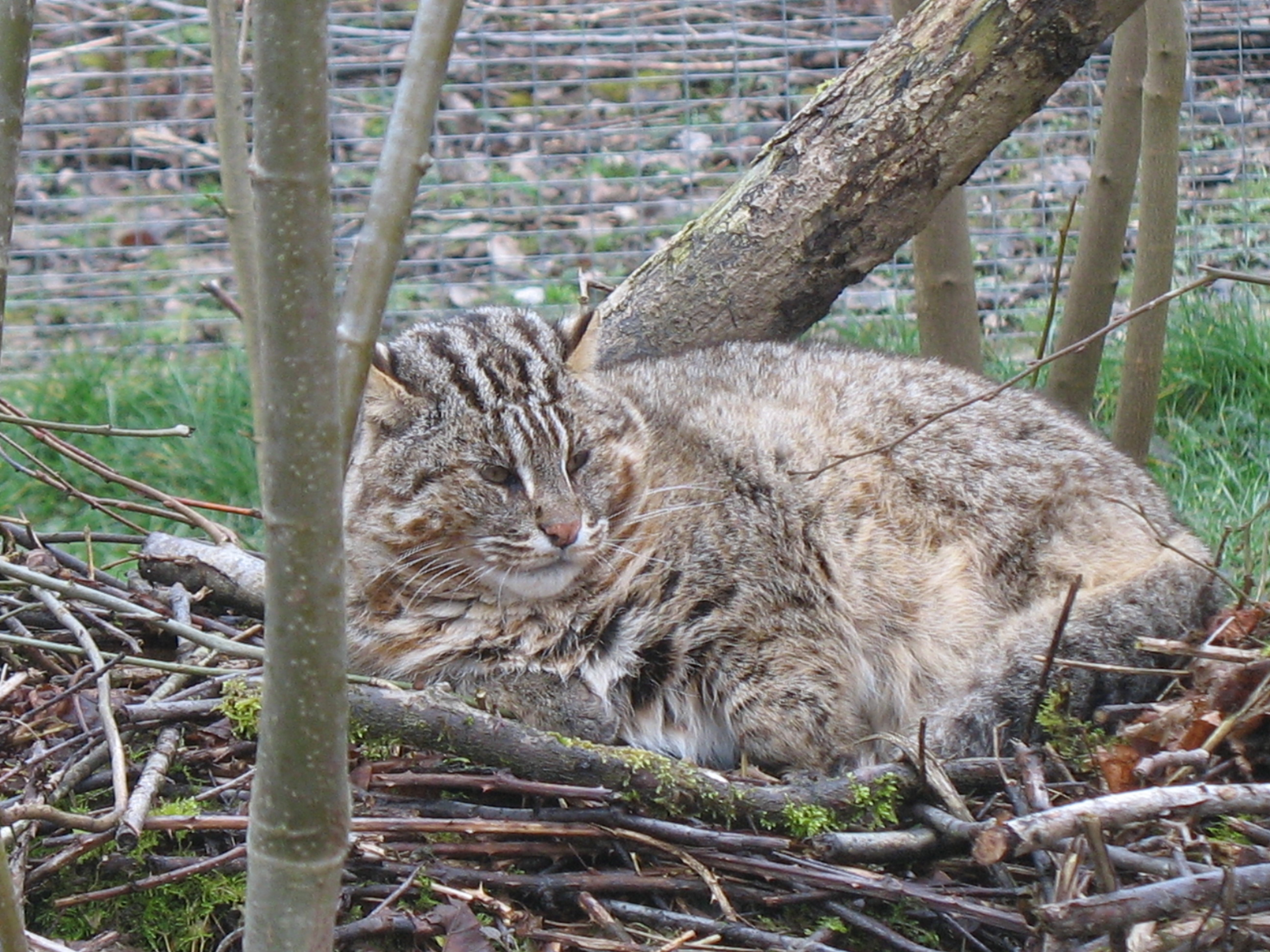
Un gatto dell'Amur.

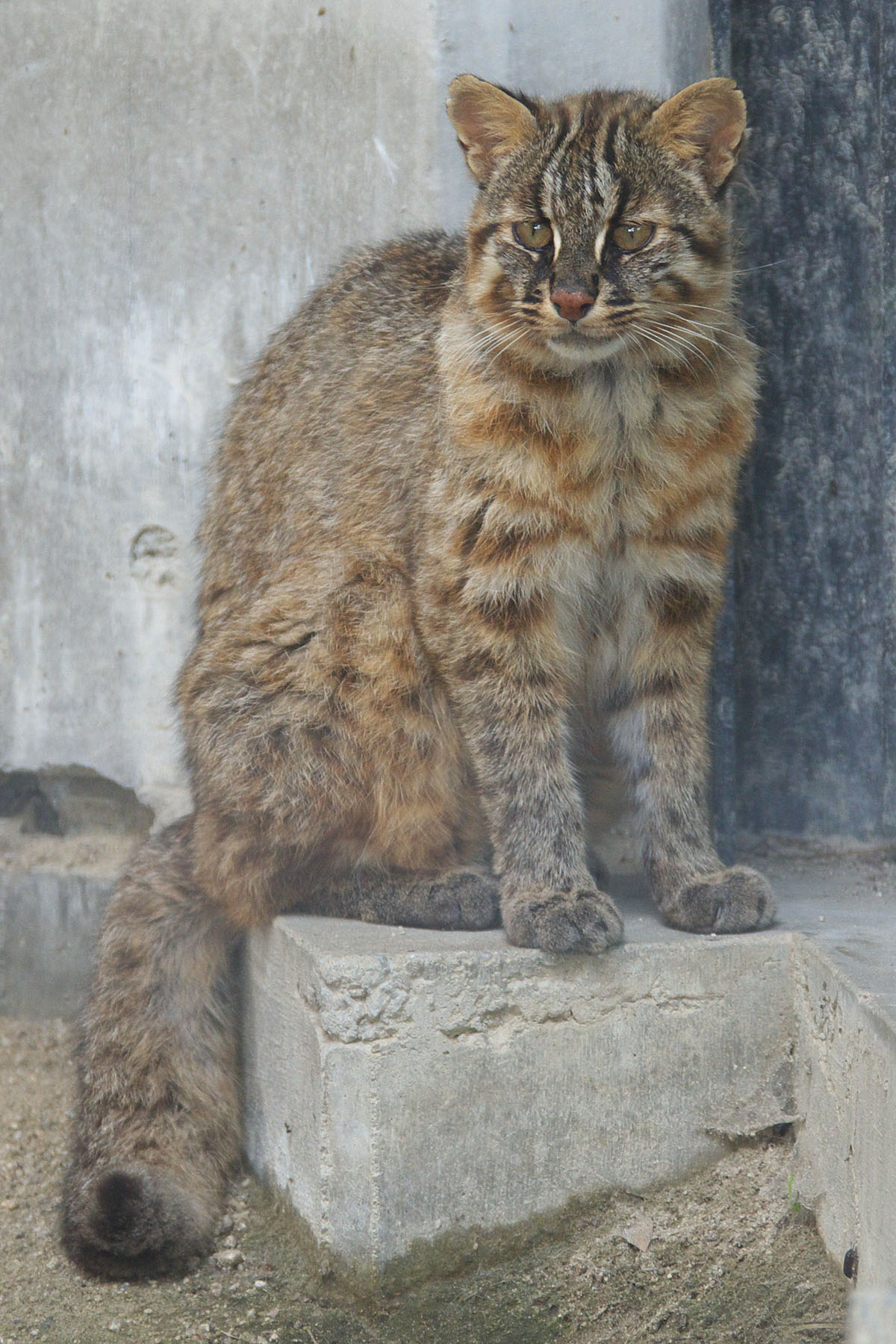
Un gatto di Tsushima.

Nel 1792, Robert Kerr, nella sua traduzione del Systema Naturae di Linneo, descrisse per primo il gatto leopardo come Felis bengalensis, dal momento che aveva basato la sua descrizione su un esemplare proveniente dal Bengala meridionale. Tra il 1829 e il 1922 furono pubblicate le descrizioni di altri 20 esemplari di gatto leopardo, inizialmente riconosciuti come specie a sé e classificati, a seconda degli autori, nei generi Felis o Leopardus. A causa della variabilità individuale della colorazione, nella sola sfera d'influenza indo-britannica vennero descritti Felis nipalensis e Felis pardochrous in Nepal, Leopardus ellioti nell'area di Bombay, Felis wagati e Felis tenasserimensis nel Tenasserim e Leopardus horsfieldi in Bhutan. Infine, nel 1939, Reginald Innes Pocock considerò tutti questi come membri di un'unica specie, che per la prima volta assegnò al genere Prionailurus. Lo zoologo aveva a disposizione alcuni crani e parecchie dozzine di pelli, provenienti da molte regioni. A partire dall'analisi di questa ampia varietà di pelli, suggerì di distinguere, nel subcontinente indiano, una sottospecie meridionale (Prionailurus bengalensis bengalensis), propria delle latitudini più calde, e una settentrionale (Prionailurus bengalensis horsfieldi), originaria dell'Himalaya, che in inverno sviluppava una pelliccia più fitta dei loro simili meridionali. Inoltre, a partire da sette pelli provenienti dalle regioni di Gilgit e di Karachi, descrisse una nuova sottospecie, il gatto di Trevelyan (Prionailurus bengalensis trevelyani), caratterizzata da una pelliccia più lunga e una colorazione più chiara e più grigia dei gatti provenienti dall'Himalaya. Pocock ipotizzò che la forma trevelyani vivesse in habitat più rocciosi e meno boscosi delle forme bengalensis e horsfieldi.
A partire da pelli e crani provenienti dalla Cina vennero descritte, tra il 1837 e il 1930, specie come Felis chinensis, Leopardus reevesii, Felis scripta, Felis microtis, decolorata, ricketti, ingrami, anastasiae e sinensis, successivamente raggruppati sotto Felis bengalensis chinensis. Quando, durante un viaggio di ricognizione nell'Asia orientale all'inizio del XX secolo, alcuni naturalisti britannici scoprirono i felini selvatici dell'isola di Tsushima, nello stretto di Corea, e ne inviarono le pelli a Londra, Oldfield Thomas li classificò come una popolazione di Felis microtis, che Henri Milne-Edwards aveva descritto nel 1872.
Dopo aver notato la somiglianza tra due pelli provenienti dalla Siberia, nel 1871 Daniel Giraud Elliot descrisse la nuova specie Felis euptilura. Una delle due pelli era raffigurata in un disegno accompagnato da una descrizione di Gustav Radde, l'altra faceva parte di una collezione conservata nei giardini zoologici di Regent's Park. Entrambe erano di colore giallo-brunastro chiaro inframmezzato a grigio, con testa grigia e strisce di colore rosso scuro sulle guance. Nel 1922, Tamezo Mori descrisse un gatto grigio maculato in maniera simile, ma più chiaro, come Felis manchurica, basandosi su un esemplare proveniente da Mukden, in Manciuria. Entrambe vennero successivamente raggruppate con il nome trinomiale Felis bengalensis euptilura come sottospecie del gatto leopardo. Negli anni '70, zoologi russi come Heptner, Gromov e Baranova misero in discussione questa classificazione, che aveva prevalso fino ad allora: analizzando le pelli e i crani a loro disposizione, molto diversi da quelli degli esemplari del Sud-est asiatico, ipotizzarono che i gatti dell'Amur rappresentassero una specie distinta. Tuttavia, nel 1987, gli zoologi cinesi sottolinearono che i gatti originari della Cina nord-orientale condividevano strette somiglianze sia con i gatti dell'Amur presenti più a nord che con i gatti leopardi che vivevano a sud. In considerazione di questo, ritennero pertanto ingiustificata la classificazione del gatto dell'Amur come specie a sé.

### Sottospecie
Delle numerose sottospecie che sono state descritte in passato, il Cat Specialist Group della IUCN oggi ne riconosce solo due:
- P. b. bengalensis (Kerr, 1792), presente in India, Myanmar, Thailandia, penisola malese, Indocina e Cina meridionale e centrale; e
- P. b. euptilurus (Elliott, 1871), nota con il nome comune di gatto dell'Amur, presente in Manciuria, in Corea, a Taiwan, sull'isola di Tsushima e nella regione russa dell'Amur vicino a Vladivostok.

Presente sull'isola giapponese di Iriomote, il gatto di Iriomote, che per un certo periodo è stato trattato come una specie distinta, è oggi considerato solo una popolazione di P. b. euptilurus e non gode neanche più dello status di sottospecie.
Il gatto dell'Amur dell'Asia nord-orientale potrebbe rappresentare una specie separata, ma finora gli studi genetici non hanno fornito risultati chiari. Infatti, nonostante le differenze genetiche tra gatti dell'Amur e gatti leopardo del Sud-est asiatico siano tali da giustificarne la classificazione come specie separata, quelle con i gatti leopardo cinesi sono così piccole da ritenere più appropriata una classificazione tassonomica come sottospecie.
I piccoli felini maculati dell'arcipelago malese originariamente considerati dei gatti leopardo vengono oggi considerati una specie indipendente, il gatto della Sonda (Prionailurus javanensis). Esso è geneticamente molto diverso dal gatto leopardo ed è anche significativamente più piccolo. Si ritiene che la separazione tra le due specie sia avvenuta circa 2 milioni di anni fa.
Il gatto leopardo venne addomesticato in Cina più di 5000 anni fa: l'esame delle mandibole fossili appartenenti a gatti domestici cinesi vissuti tra 4900 e 5500 anni fa ha infatti rivelato che appartenevano a gatti leopardo. I gatti leopardo addomesticati vennero successivamente soppiantati dai gatti domestici introdotti; oggi, tutti i felini domestici della Cina appartengono alla specie Felis catus.

## Rapporti con l'uomo

### Minacce
In Cina in particolare, il gatto leopardo viene cacciato per la sua pelliccia. Tra il 1984 e il 1989 vennero esportate circa 200000 pelli all'anno. Un'indagine del 1989 tra i commercianti di pellicce cinesi rilevò uno stock di più di 800000 pelli. Da quando l'Unione europea ha vietato l'importazione delle pellicce, il principale acquirente è diventato il Giappone, che nel solo 1989 importò 50000 pelli. Sebbene il commercio sia diminuito, i gatti leopardo vengono ancora cacciati per la pelliccia e la carne, o catturati per essere venduti come animali domestici.
Tra il 1991 e il 2006, durante dei sopralluoghi in quattro mercati del Myanmar vennero rinvenute 483 parti del corpo di gatti leopardo appartenenti ad almeno 443 esemplari. Tre di questi mercati si trovavano presso la frontiere con Cina e Thailandia e si rivolgevano ad acquirenti internazionali. Nonostante il gatto leopardo sia ampiamente protetto dalla legislazione nazionale del Myanmar, l'applicazione di queste leggi e di quelle riguardanti la Convenzione di Washington sul commercio internazionale delle specie minacciate di estinzione non è considerata sufficiente.
I gatti leopardo vengono sempre più spesso tenuti in case private. Inoltre, incrociando il gatto leopardo con il gatto domestico si crea una nuova razza di gatto domestico (chiamata bengala) sempre più richiesta. L'acquisto di un gatto di razza bengala comporta, seppur indirettamente, l'allevamento e il commercio di gatti leopardo selvatici. Pertanto, numerose organizzazioni per il benessere degli animali chiedono la proibizione di questi incroci e l'istituzione di norme più severe riguardo l'allevamento degli animali esotici.

### Conservazione
Prionailurus bengalensis è elencato nell'Appendice II della Convenzione di Washington sul commercio internazionale delle specie minacciate di estinzione ed è una specie protetta nella maggior parte dei paesi del suo areale. Le popolazioni di Bangladesh, India e Thailandia godono del massimo livello di protezione ai sensi delle leggi in vigore in questi paesi. La caccia al gatto leopardo è vietata in Afghanistan, Bangladesh, Cambogia, Giappone, Hong Kong, India, Malesia, Myanmar, Nepal, Pakistan, Russia, Taiwan e Thailandia.
Prionailurus bengalensis è elencato come specie a rischio di estinzione (endangered) dall'Endangered Species Act degli Stati Uniti.
Dal 1995, il governo giapponese sta portando avanti un apposito programma di conservazione per il gatto di Tsushima (in giapponese 対馬山猫, Tsushima yamaneko, letteralmente «gatto di montagna di Tsushima»), che figura come specie in pericolo di estinzione (Endangered) nella lista rossa nazionale.